# Пітой
Пітой (рум. Pitoi) — село у повіті Арджеш в Румунії. Входить до складу комуни Прібоєнь.
Село розташоване на відстані 93 км на північний захід від Бухареста, 17 км на схід від Пітешть, 118 км на північний схід від Крайови, 95 км на південний захід від Брашова.

## Населення
За даними перепису населення 2002 року у селі проживали 522 особи.
Національний склад населення села:
| Національність | Кількість осіб | Відсоток |
| -------------- | -------------- | -------- |
| румуни         | 505            | 96,7%    |
| цигани         | 17             | 3,3%     |

Рідною мовою назвали:
| Мова      | Кількість осіб | Відсоток |
| --------- | -------------- | -------- |
| румунська | 505            | 96,7%    |
| циганська | 17             | 3,3%     |